# 熊本市保健所
熊本市保健所（くまもとしほけんじょ）は、地域保健法に基づき熊本市の熊本市総合保健福祉センター内に置かれている保健所である。2012年現在、熊本市は政令指定都市であるため、国から一号市に指定されている。

## 経緯
- 1948年（昭和23年） - 国から保健所政令市に指定され、熊本市役所所轄の熊本市保健所が発足。
- 1996年（平成8年） - 4月1日をもって熊本市は中核市になり、二号市に昇格された。
- 2008年（平成20年） - 熊本市九品寺1丁目13番16号から熊本市総合保健福祉センター内に移転。富合町が編入され、熊本県保健所から熊本市保健所に管轄が移管される。
- 2010年（平成22年） - 城南町・植木町が編入され、熊本県保健所から熊本市保健所に管轄が移管される。
- 2012年（平成24年） - 4月1日をもって熊本市は政令指定都市になり、一号市に昇格された。

## 所在地・組織
熊本市中央区大江5丁目1番1号　ウェルパルくまもと4階
- 食品保健課
- 感染症対策課
- 地域医療課
- 生活衛生課

## 交通アクセス
- 熊本市電水前寺線交通局前停留場から徒歩1分

## 保健施設
- 中央保健福祉センター - 熊本市中央区大江5丁目1-1 ウェルパルくまもと3階（熊本市保健所と同じ建物に入居）

管轄：碩台、白川、城東、大江、本荘、春竹、出水、出水南、託麻原、帯山、帯山西、白山、西原の小学校区
- 東保健福祉センター - 熊本市東区錦ヶ丘1-1

管轄：砂取、健軍、秋津、泉ヶ丘、若葉、尾ノ上、月出、山ノ内、託麻東、託麻西、託麻南、託麻北、桜木、桜木東、東町、健軍東、長嶺の小学校区
- 西保健福祉センター - 熊本市中央区新町2丁目4-27

管轄：壺川、池田、花園、城西、一新、慶徳、五福、春日、古町、白坪、池上、高橋、城山、松尾東、松尾西、松尾北、小島、中島、芳野、河内の小学校区
- 南保健福祉センター - 熊本市南区平成1丁目10-8

管轄：画図、川尻、城南、田迎、田迎南、日吉、日吉東、御幸、力合、向山、飽田東、飽田南、飽田西、中緑、銭塘、奥古閑、川口、富合の小学校区
- 北保健福祉センター - 熊本市北区清水本町16-10

管轄：高平台、黒髪、清水、麻生田、城北、龍田、弓削、楠、武蔵、楡木、川上、西里、北部東、植木の小学校区